# Oeverwal (Maastricht)
De Oeverwal (Maastrichts: Op 't Overe) is een straat, kade en voormalige stadswal langs de rivier de Maas in Wyck in de Nederlandse stad  Maastricht. Een deel van de Maasmuur aan de westzijde van de straat is een overblijfsel van de middeleeuwse stadsmuur van Wyck. De Oeverwal is een rustige straat zonder doorgaand verkeer. De straat telt twee rijksmonumenten, de neogotische Sint-Martinuskerk en een deel van brouwerij De Ridder.

## Geschiedenis

### Romeinse tijd en vroege middeleeuwen
Archeologische waarnemingen in de omgeving van Oeverwal/Rechtstraat tonen aan dat dit gebied in de Romeinse tijd bewoond was. De aard en omvang van de Romeinse nederzetting op de rechter Maasoever zijn nog nauwelijks onderzocht. Wel is duidelijk dat de bewoning in dit gebied direct gerelateerd was aan het bestaan van de Romeinse brug, die op de rechteroever aanlandde ter hoogte van Stenenwal 15, maar dan een kleine 60 m naar het westen. Door riviererosie is de Maasoever aan deze zijde in de loop der eeuwen tientallen meters oostwaarts opgeschoven, waarbij mogelijk restanten van Romeins Wyck verloren zijn gegaan. Bij een duikcampagne naar de Romeinse brug in 1963-1964 werd de vermoedelijke Wycker oever aangetroffen, bestaande uit een rij van circa 40 zeer grote kalkstenen blokken, die duidelijk in verband geplaatst waren.
Dat er in de laat-Romeinse tijd bij het bruggenhoofd op de Wycker oever een ommuurde versterking zou hebben gelegen, vergelijkbaar met het deels opgegraven Castellum op de linkeroever, is slechts een hypothese.
De Romeinse hoofdweg van Boulogne-sur-Mer naar Keulen, pas sinds eind twintigste eeuw Via Belgica genoemd, boog na de brug direct af naar het noordoosten, kruiste nabij de latere Sint-Martinuskerk de latere Rechtstraat, om zijn weg via het Geuldal verder oostwaarts te vervolgen. Hoewel er geen harde bewijzen voor zijn, is het aannemelijk dat Wyck zijn naam dankt aan zijn vroegmiddeleeuwse status van haven (portus) en handelsnederzetting (vicus). Hoe die haven en nederzetting eruitzagen, en of de Oeverwal daar deel van uitmaakte, is niet bekend.

### Bouw Wycker stadsmuur en Oeverwal
Over het precieze bouwjaar van de eerste stadsmuur van Wyck is geen duidelijkheid. Mogelijk ging de bouw van de Wycker enceinte (omwalling) gelijk op met die van de tweede middeleeuwse stadsmuur op de linker Maasoever vanaf het einde van de 13e eeuw. Pas in 1318 vermeldt de kroniek van de Landen van Overmaas dat hertog Jan III van Brabant toestemming gaf een stenen muur om Wyck te bouwen. Het Wycker stadsdeel was echter al ruim voor 1318 versterkt met een aarden wal met palissaden, wellicht ook al voorzien van stenen poorten. In 1284, tijdens de Limburgse Successieoorlog, werd Wyck belegerd door Walram de Rosse van Valkenburg, maar de houten versterkingen en de grachten waren blijkbaar al dusdanig effectief dat de belegering kon worden afgewend.
In 1275 stortte de oude Maasbrug (de Romeinse brug van Maastricht) tijdens een processie in. Tussen 1280 en 1298 werd de huidige brug gebouwd, die pas sinds de 20e eeuw Sint Servaasbrug heet. Waarschijnlijk werd toen ook de Körverpoort gebouwd, aangezien deze als toegangspoort voor de nieuwe brug fungeerde. Rond die tijd zal ook de Oeverwal zijn aangelegd, die zich aan deze kant van de stad langs de Maas naar het noorden toe uitstrekte in de richting van de Wycker Kruittoren en naar het zuiden toe in de richting van de Körverpoort en daar aansloot op de Stenenwal. De muur langs de Maas moest in de loop der eeuwen vele malen worden hersteld, mede door de sterke riviererosie aan deze kant van de Maas. De Maasmuur was in 1851 6,65 tot 7,30 m hoog. Ten noorden van de Körverpoort lagen enkele poternes (waterpoortjes), die in geval van oorlog eenvoudig dichtgemetseld konden worden.

### Ontmanteling vesting en verdere ontwikkelingen
Op 29 mei 1867 ondertekende koning Willem III der Nederlanden het besluit tot opheffing van de vestingstatus van Maastricht en enkele andere vestingplaatsen. In de jaren daarna  werd de vesting Maastricht in opdracht van het Ministerie van Oorlog ontmanteld, waarna de gronden werden overgedragen aan de Dienst der Registratie en Domeinen voor verdere sloop en herbestemming. De stadspoorten van Maastricht, die onder de zeggenschap van het gemeentebestuur vielen, werden tussen 1867 en 1870 als eerste afgebroken. De afbraak van de stadsmuren ging nog door tot de jaren 1930. De circa 6 m hoge Maasmuur in Wyck werd in de periode 1869-1894 in fasen over de gehele lengte verlaagd tot straatniveau. Begonnen werd in 1869 met het stuk onmiddellijk ten noorden van de Sint Servaasbrug. In 1882 volgde de rest van de Oeverwal.
Het aanzien van de Oeverwal veranderde vooral door de sloop van twee beeldbepalende gebouwen, de middeleeuwse Sint-Maartenskerk en de wellicht nog oudere Wycker Kruittoren. De Sint-Maartenskerk moest in 1855 plaats maken voor een door het kerkbestuur gewenste nieuwe kerk van architect Pierre Cuypers. De nieuwe kerk werd veel groter en om die reden moest ook een blok huizen aan de Oeverwal verdwijnen. Op de plattegrond van Maastricht, die de Franse vestingingenieur Larcher d'Aubencourt in 1749 maakte als voorbereiding op de maquette van Maastricht, is te zien hoe de oude Sint-Maartenskerk schuil ging achter dit huizenblok. De naastliggende Wycker Kruittoren werd in 1868 na lang aandringen van het kerkbestuur gesloopt, omdat deze het uitzicht op de nieuwe kerk zou bederven.
Bij de vernieuwing van de Sint Servaasbrug in de jaren 1930 werden ook de Wycker oevers rechtgetrokken. De strook land aan de voet van de middeleeuwse kademuur, die alleen zichtbaar was bij laagwater, meestal in de zomer (zie ansichtkaart 1903 en foto 1921), werd afgegraven. Aan de noordzijde werd land aangeplempt om de oever naadloos te laten aansluiten op de Griend. Hierdoor is het restant van de stadsmuur hier niet langer zichtbaar. Aan de zuidzijde werd de kademuur vernieuwd in Naamse steen, in dezelfde stijl als de brug. In deze periode verdwenen ook de overgebleven historische huisjes, die uit de toon vielen door hun armoedige uiterlijk en doordat hun entrees enkele decimeters onder het straatniveau lagen.
In 1857 begonnen de gebroeders Van Aubel een brouwerij in de Rechtstraat. Omstreeks 1900 werd het bedrijf verplaatst naar de Oeverwal. In 1982 werd de brouwerij overgenomen door Heineken en in 2002 werd de productie van bier gestaakt. In een deel van het complex is vanaf 2018 weer een brouwerij gevestigd onder de naam Stadsbrouwerij Maltezer.

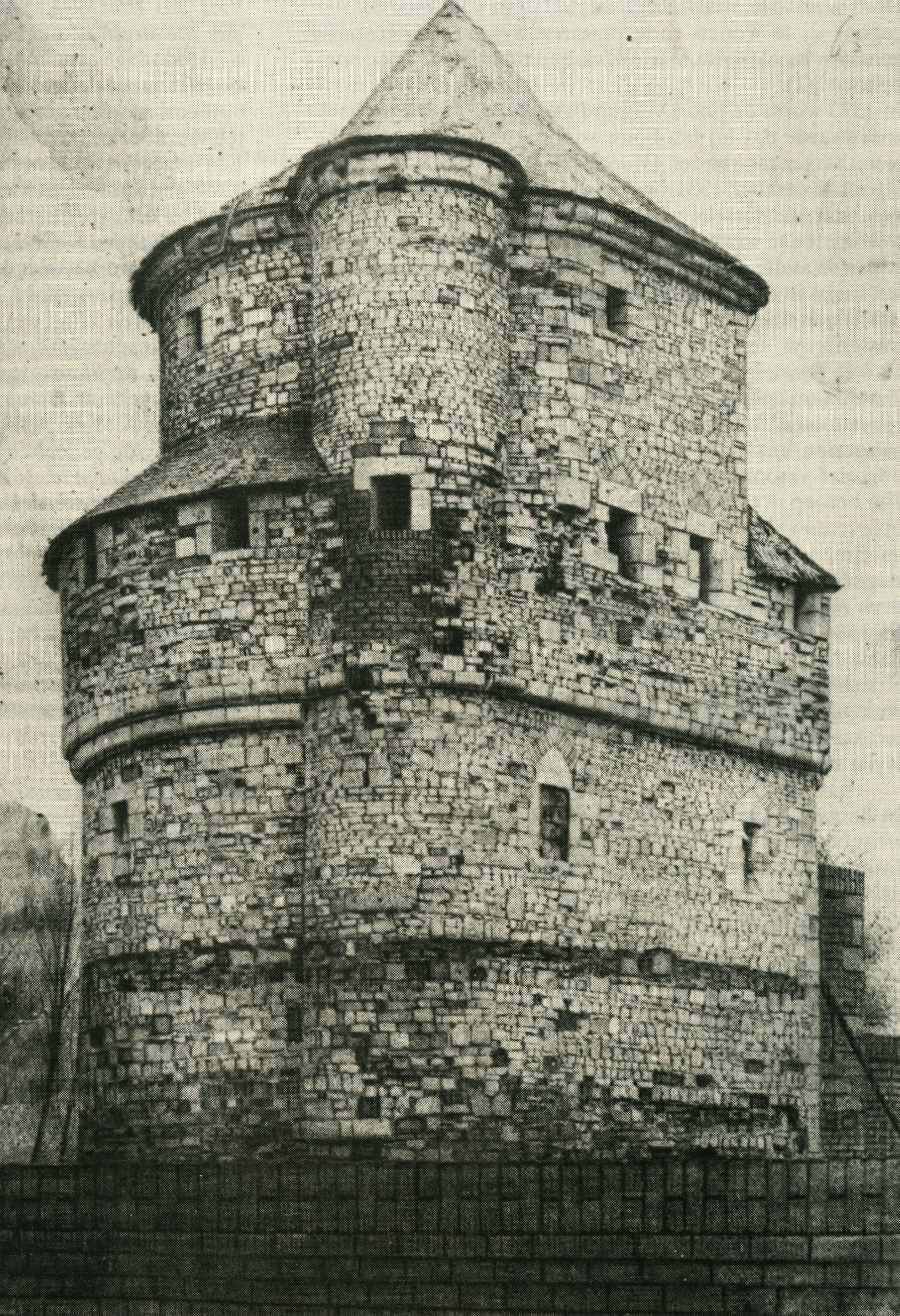
Wycker Kruittoren (Théodor Weijnen, voor 1868)
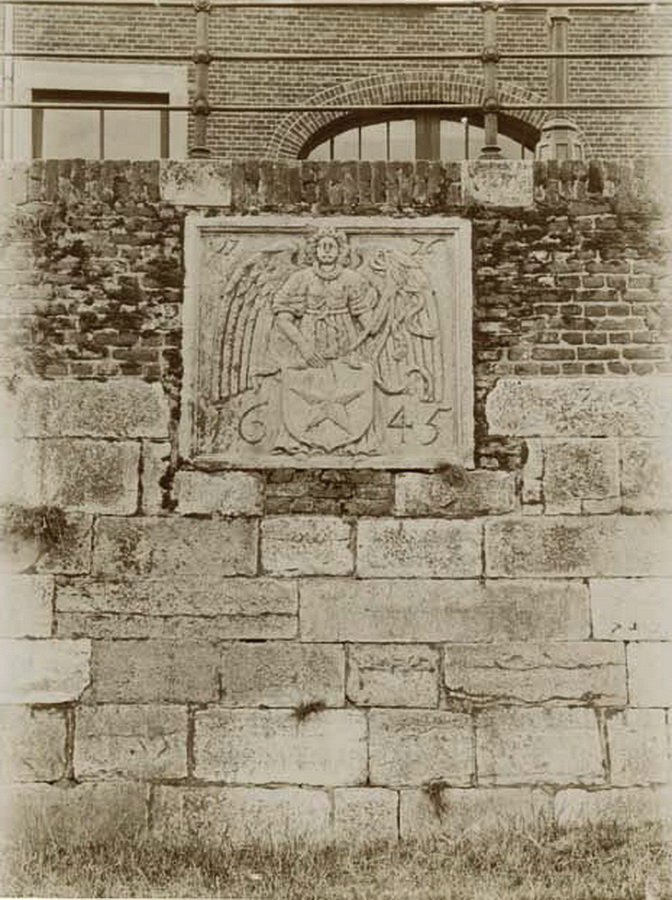
14e-eeuwse kademuur met stadswapen (1921)
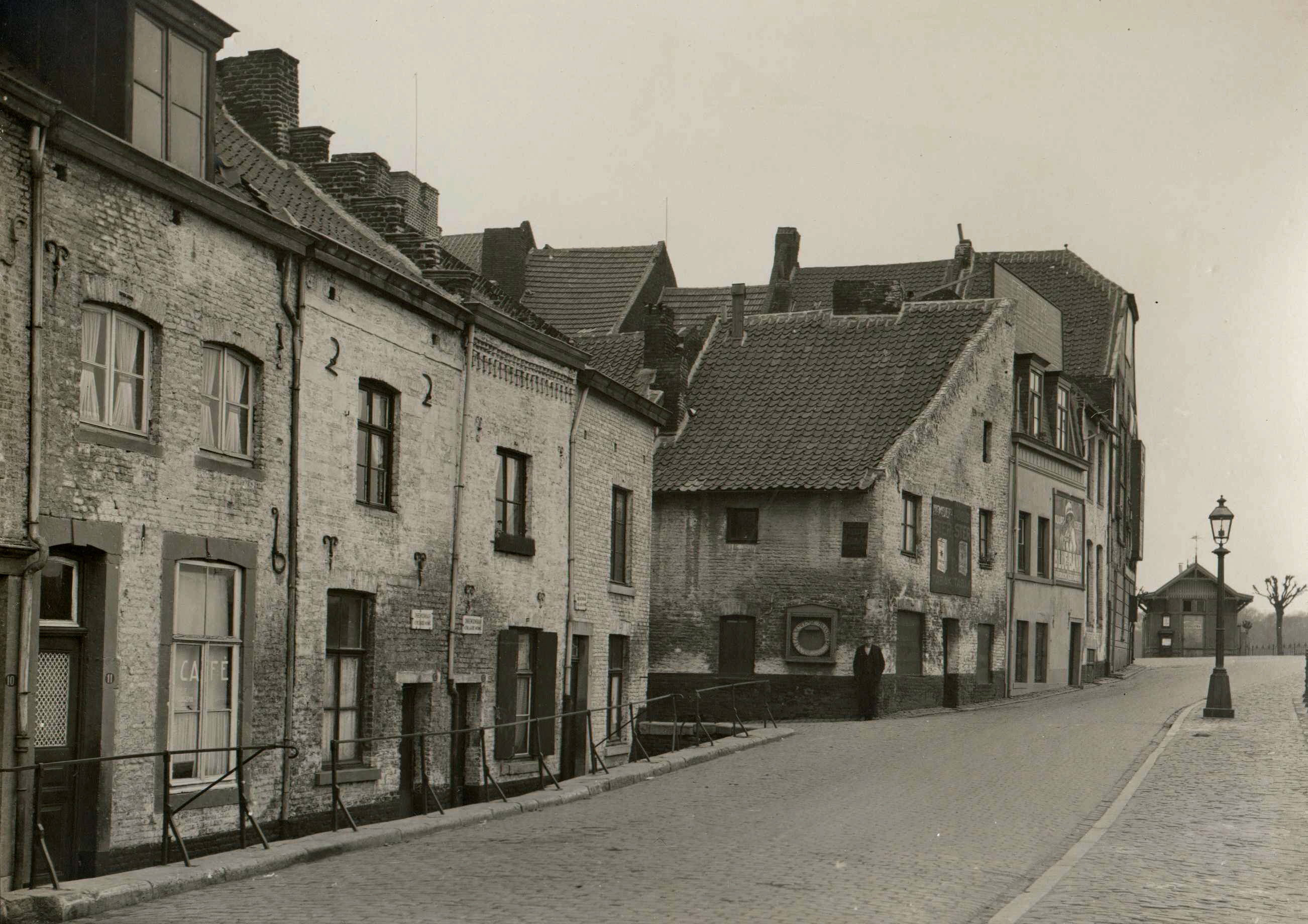
Afgebroken, verdiept gelegen huizen (Alexander Simays, 1912)
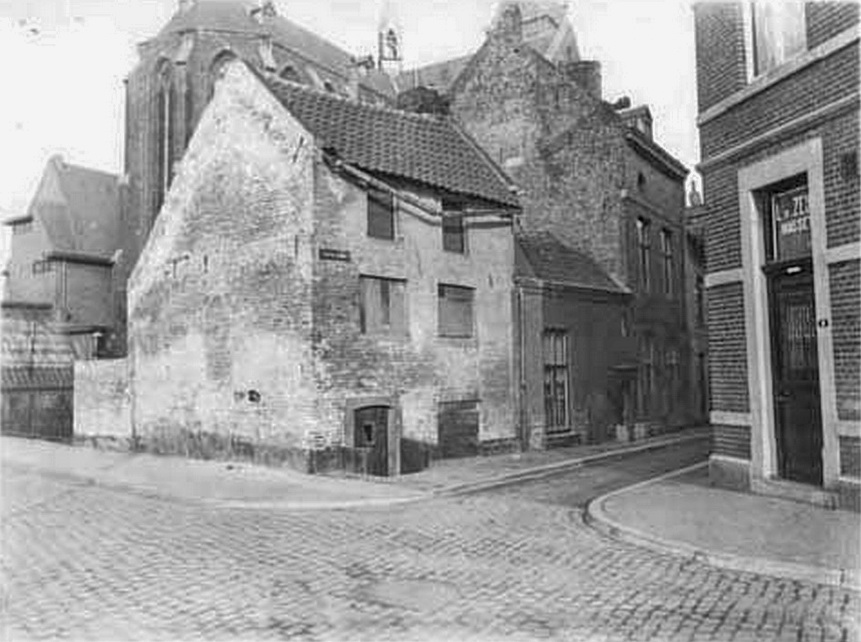
Idem, hoek Wycker Pastoorstraat (ca. 1935)

## Cultuurhistorisch erfgoed
Aan de Oeverwal bevinden zich drie rijksmonumenten en veertien gemeentelijke monumenten. Van de middeleeuwse bebouwing is niets bewaard gebleven. De Körverpoort bij de brug werd waarschijnlijk al in de 17e eeuw afgebroken. Zowel de oude Sint-Maartenskerk als de Wycker Kruittoren werden omstreeks het midden van de 19e eeuw gesloopt.
De veertiende-eeuwse stadsmuur langs de Maas is ten dele bewaard gebleven, hoewel sterk gereduceerd in hoogte. Ter hoogte van de Brouwerij De Ridder is in de kademuur een hardstenen reliëf aangebracht dat de stadsengel met het wapen van Maastricht toont. In de steen zijn twee jaartallen aangebracht: 1645 aan de onderzijde (jaar van ontstaan) en 1776 aan de bovenzijde (jaar van herplaatsing, mogelijk na een restauratie van de kademuur). De gietijzeren balustrade langs de kade dateert uit de tijd van de verlaging van de stadsmuur. De balusters zijn verankerd in hardstenen blokken en dragen aan de voorzijde het Maastrichtse stadswapen, de vijfpuntige ster. Zowel het reliëf als het laatnegentiende-eeuwse hekwerk zijn gemeentelijke monumenten.
Op de hoek Oeverwal-Sint Maartenslaan ligt de sacristie annex parochiehuis van de Sint-Martinusparochie. Het gebouw, een rijksmonument, is in 1923 door Alphons Boosten ontworpen in zakelijk-expressionistische stijl. Het is opgetrokken in bruine baksteen, gemetseld in staand verband. De noordgevel is grotendeels blind op een horizontale rij smalle vensters na, die hoog in de gevel geplaatst is. Onder de brede luifelgoot loopt een lijst met gemetselde zaagtandornamenten. In de oostelijke puntgevel bevinden zich op drie niveaus vensterreeksen. De twee onderste worden door verticale bakstenen traceringen geleed. Het smeedijzeren hek met gietijzeren pilaren dateert uit de bouwtijd van de kerk en is een gemeentelijk monument.
De ingang van de rooms-katholieke Sint-Martinuskerk ligt aan de Rechtstraat, maar het hoogoprijzende neogotische koor ligt aan de Oeverwal. Het zicht op de kerk wordt enigszins belemmerd door de latere aanbouwen en enkele grote bomen. Wel goed te zien is dat het koor even hoog is als het dwarsschip. De steunberen eindigen in luchtbogen met pinakels, alles uitgevoerd in donkerbruine baksteen. De leien daken, ook dat van de torenspits, heeft kleine dakkapellen met rood geschilderde luiken. Aan de zuidzijde van het koor, op de hoek van de Wycker Pastoorstraat, ligt de pastorie uit 1930, eveneens gebouwd naar een ontwerp van Boosten.
Van het gebouwencomplex van bierbrouwerij De Ridder is alleen de achter de bebouwing van Oeverwal 9 liggende mouttoren beschermd als rijksmonument (sinds 1997). Het vijf bouwlagen tellende bouwwerk is een modern industrieel monument, dat in 1929 door de functionalistische architect Jos Joosten werd ontworpen (zie ook: Maussen). De overige brouwerijdelen, inclusief de directiewoning, zijn gemeentelijke monumenten. Het brouwerijcomplex dat jarenlang leeg stond, wordt anno 2019 verbouwd tot woningen en werkplekken, waarbij een klein deel weer als brouwerij fungeert.

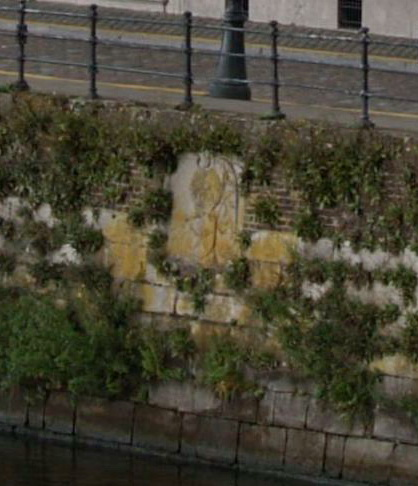
Kademuur met 17e-eeuws reliëf
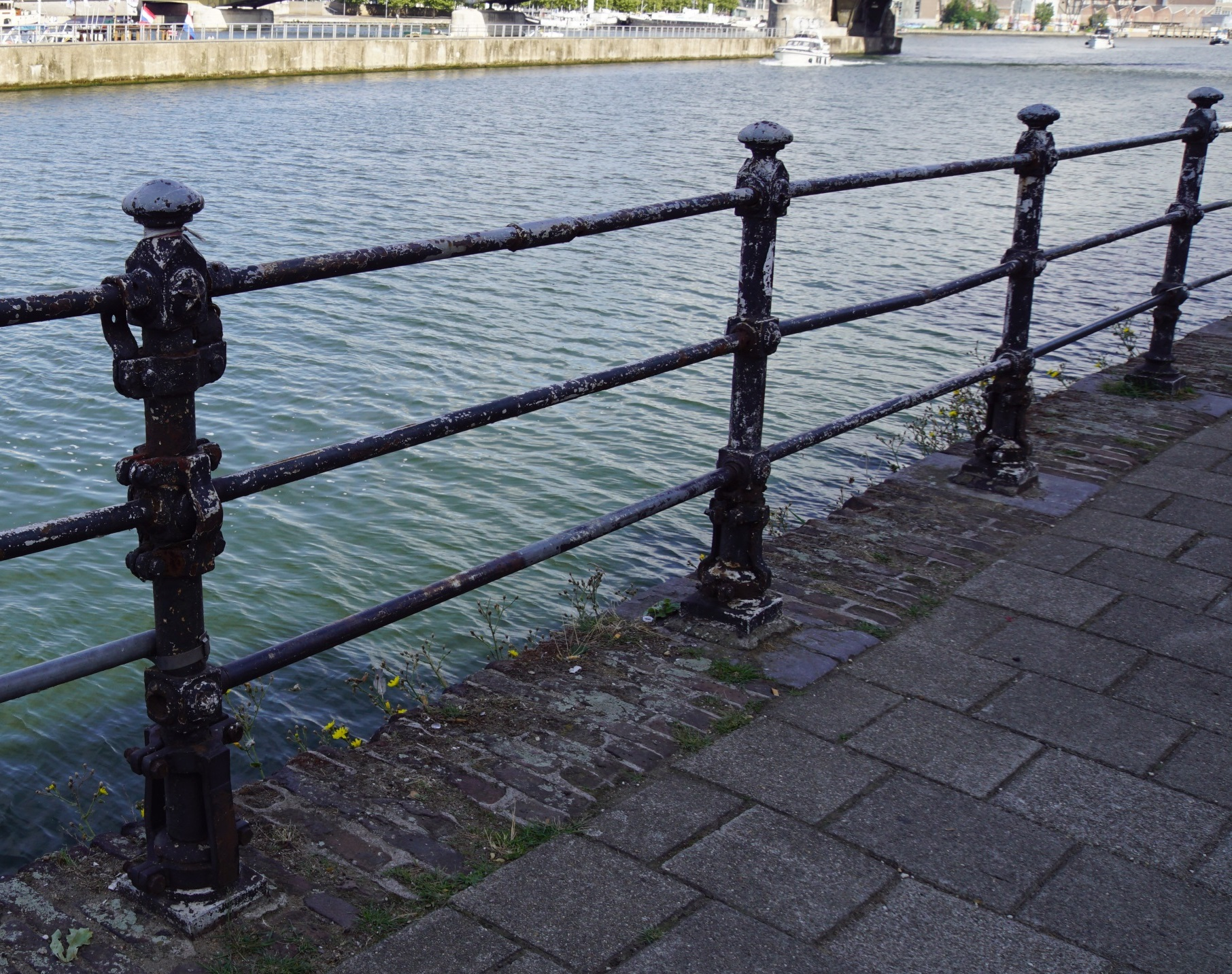
19e-eeuwse balustrade
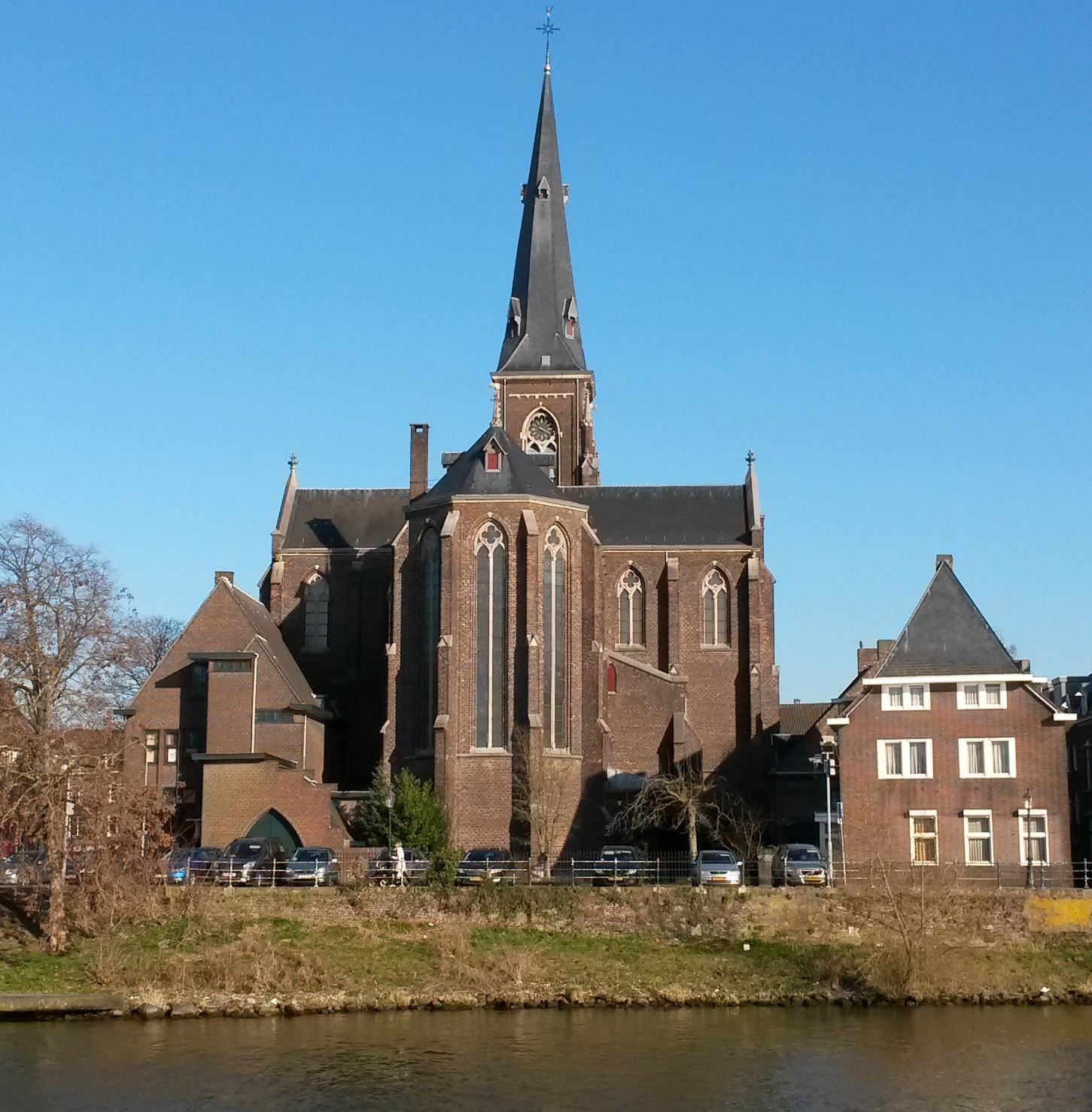
Sint-Martinuskerk met sacristie en pastorie
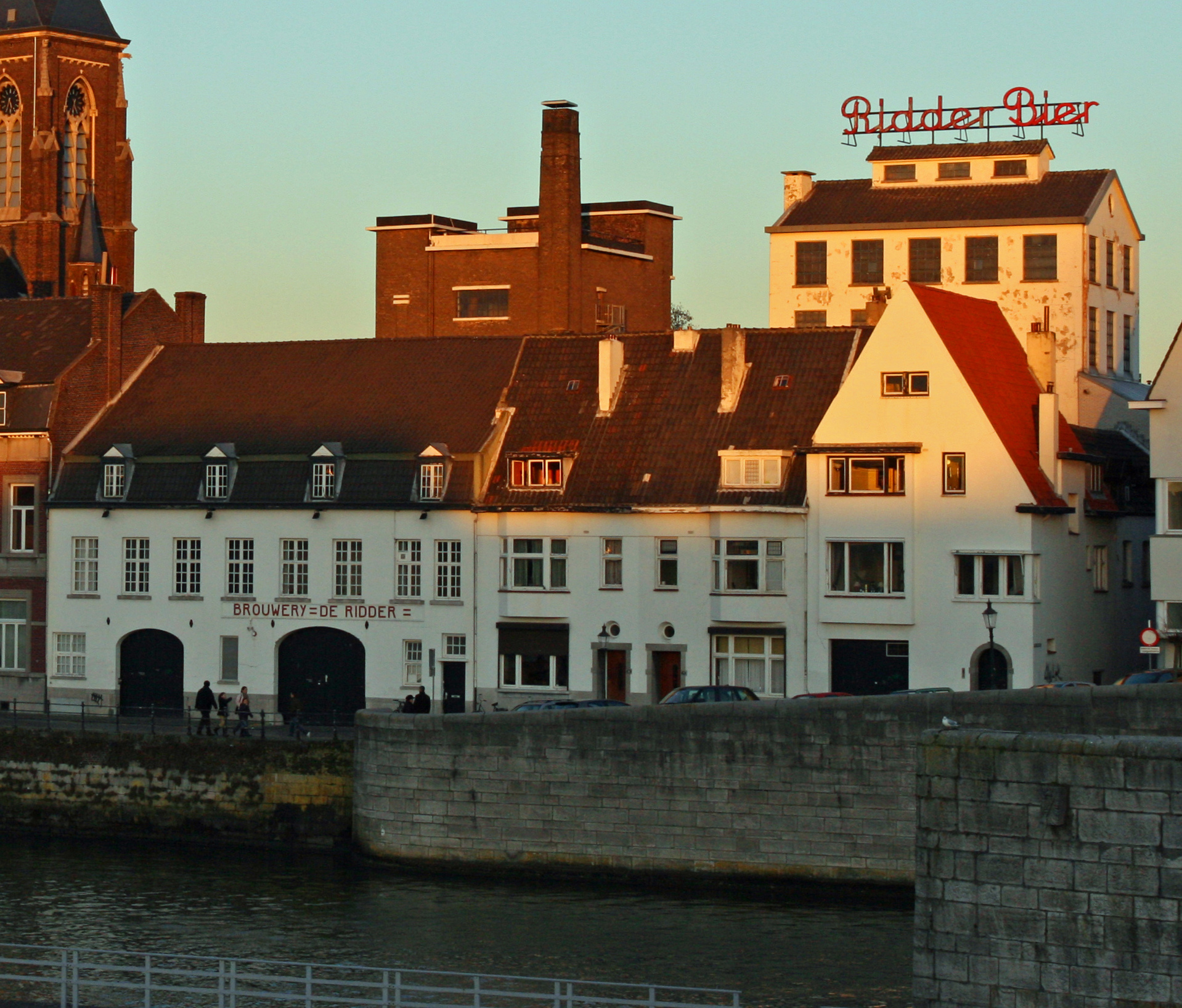
Brouwerijcomplex De Ridder met mouthuis (rechts)